# Смит (округ, Техас)
Округ Смит (англ. Smith County) — округ в штате Техас (США). Административный центр округа — город Тайлер.

## История
Округ Смит был образован в 1846 году и назван в честь Джеймса Смита, генерала Техасской революции.

## География
Округ расположен в восточной части штата Техас. По данным Бюро переписи населения США, площадь округа Смит составляет 2460 км², из которых 2385 км² — суша, а 73 км² (3 %) — водная поверхность.

### Основные шоссе
| - Федеральная автострада 20 - Шоссе 69 - Шоссе 80 - Шоссе 271 - Автострада 31 - Автострада 57 | - Автострада 64 - Автострада 110 - Автострада 135 - Автострада 155 |

### Соседние округа
- Вуд (север)
- Апшер (северо-восток)
- Грегг (восток)
- Раск (юго-восток)
- Чероки (юг)
- Хендерсон (юго-запад)
- Ван-Зандт (северо-запад)

## Демография
По данным переписи 2013 года, численность населения округа составляла 216 080 человек.